# 아일랜드 수석주교
아일랜드 수석주교좌(Primacy of Ireland)는 아일랜드섬의 주교좌 교구들 가운데 가장 의전서열이 높은 곳이다. 중세에 아마 대주교와 더블린 대주교 사이에 누가 아일랜드의 수석주교인지를 놓고 분쟁이 있었다. 1353년 교황 인노첸시오 6세가 개입해서 아마 대주교는 전아일랜드 수석주교(Primate of All Ireland)를, 더블린 대주교는 아일랜드 수석주교(Primate of Ireland)를 칭하고 전아일랜드 수석주교의 서열이 더 높다는 것으로 결론지었다. 천주교와 아일랜드 성공회 모두 두 개의 수석주교좌를 가지고 있다. 잉글랜드 성공회도 유사하게 캔터베리 대주교가 1인자인 전잉글랜드 수석주교, 요크 대주교가 2인자인 그냥 잉글랜드 주교를 칭한다.:337